# Paulson Panapa
Paulson Panapa (Tarawa, 23 februari 1967) is een Tuvaluaans sportbestuurder.
Paulson Panapa was vanaf 2001 tot 2005 voorzitter van de TNFA, de voetbalbond van Tuvalu. Van 2010 tot 2014 was hij ook voorzitter. Onder zijn leiding was de bond actief bezig met het verkrijgen van het lidmaatschap van de FIFA, iets dat in 2008 niet is gelukt. De voorganger van Panapa,  Tapugao Falefou, slaagde er niet in om het lidmaatschap te verkrijgen, ondanks een bezoek aan het hoofdkantoor van FIFA in Zürich.

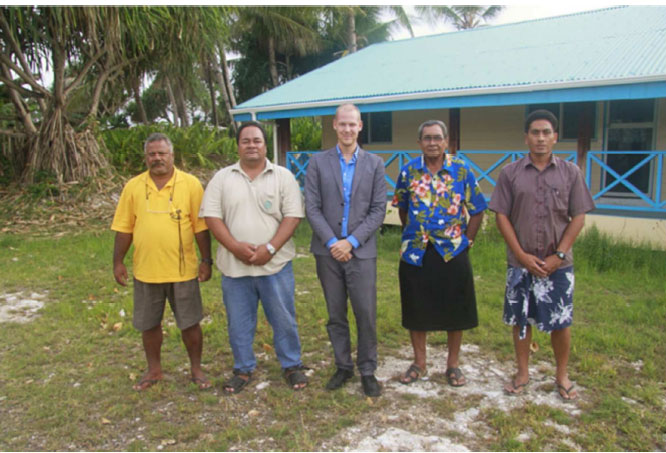
Bestuur TNFA, Panapa 2e links

Paulson Panapa en de TNFA werkten actief samen de stichting Dutch Support Tuvalu, dit heeft er onder meer toe geleid dat Panapa heeft besloten een Nederlander toe te laten tot het bondsbestuur. Een unieke situatie wereldwijd, mede door Panapa geïnitieerd.
Eind mei 2011 was het Paulson Panapa die officieel bekend mocht maken dat Foppe de Haan de nieuwe bondscoach van Tuvalu werd. De eerste buitenlandse bondscoach voor Tuvalu. In een brief gericht aan Foppe de Haan liet Panapa weten het een eer te weten dat een coach met een wereldwijde reputatie zich wil gaan inzetten voor het voetbal in een klein land als Tuvalu.
Paulson is de vader van George Panapa en oom van James Lepaio die voor het Tuvaluaans voetbalelftal uitkomen. Zelf was hij speler en ook trainer van FC Tofaga.